# Laringectomia
La laringectomia è un intervento chirurgico che consiste nella asportazione della laringe o di parte di essa. In una laringectomia totale, viene asportata l'intera laringe (inclusi le corde vocali, l'osso ioide, l'epiglottide, la cartilagine tiroidea e cricoidea, e alcuni anelli della cartilagine tracheale), con separazione delle vie respiratorie da bocca, naso ed esofago. Dopo l'intervento, il paziente respira attraverso un'apertura nel collo nota come tracheostoma. In una laringectomia parziale, viene rimossa solo una parte della laringe. Questo intervento è solitamente eseguito da un chirurgo otorinolaringoiatra, generalmente in casi di tumore della laringe. Molti casi di tumori della laringe sono trattati con metodi più conservativi (interventi chirurgici transorali, radioterapia e/o chemioterapia). Una laringectomia è eseguita quando questi trattamenti non riescono a conservare la laringe o quando il tumore è progredito a tal punto da impedirne il normale funzionamento. La laringectomia è effettuata anche su individui affetti da altri tipi di tumore della testa e del collo. La riabilitazione postlaringectomia include il ripristino della voce, l'alimentazione orale e, più recentemente, la riabilitazione dell'olfatto e del gusto. La qualità della vita dell'individuo può essere influenzata dopo l'intervento chirurgico.
In base alla porzione di laringe rimossa, si possono distinguere in:
- laringectomia totale
- laringectomia parziale verticale (o emilaringectomia), a sua volta distinta in:
  - cordectomia esterna
  - laringectomia frontolaterale
  - laringectomia frontale anteriore
- laringectomia parziale orizzontale, a sua volta distinta in:
  - laringectomia sopraglottica (OPHL tipo I)
  - laringectomia sopracricoidea (OPHL tipo II)
  - laringectomia sopratracheale (OPHL tipo III)

## Storia
La prima laringectomia totale fu eseguita nel 1873 da Theodor Billroth. Il paziente era un uomo di 36 anni affetto da carcinoma squamocellulare subglottico. Il 27 novembre 1873, Billroth eseguì una laringectomia parziale. Un successivo esame laringoscopico a metà dicembre del 1873 rivelò la ricorrenza del tumore. Il 31 dicembre 1873, Billroth realizzò la prima laringectomia totale. Il paziente fu dimesso quattro mesi dopo, avendo appreso l'uso del laringe artificiale, che gli permise di parlare nonostante la rimozione delle corde vocali. Sfortunatamente, il paziente sviluppò una ricorrenza della lesione, accompagnata da nodi metastatici, e morì un anno dopo l'intervento.
Fonti più datate attribuiscono a Patrick Watson di Edimburgo la prima laringectomia nel 1866, ma in questo caso la laringe del paziente fu asportata solo dopo la morte.
Il primo laringe artificiale fu costruito da Johann Nepomuk Czermak nel 1869. Vincenz Czerny sviluppò una laringe artificiale che testò sui cani nel 1870.
Dopo gli sforzi pionieristici di Billroth, la pratica della laringectomia totale guadagnò slancio tra i chirurghi. I primi tentativi di questa procedura, inclusa la seconda mai eseguita da Bernhard Heine nel 1874 e le successive operazioni di Hermann Maas e altri, spesso risultavano nella morte del paziente a causa di complicazioni o ricorrenza della malattia entro mesi. Fu solo quando Enrico Bottini in Italia ottenne la prima sopravvivenza a lungo termine di un paziente laringectomizzato che il potenziale per un successo duraturo fu realizzato. Il periodo vide anche notevoli fallimenti e sfide, incluso il tragico caso del Principe Ereditario Federico di Germania (il futuro Federico III). Inizialmente diagnosticato erroneamente come benigno nel 1887 da Morell Mackenzie, la condizione di Federico III fu successivamente identificata come cancerosa, portando alla sua morte dopo una tracheotomia. Questo caso evidenziò le controversie e le difficoltà nella diagnosi e nel trattamento del tumore laringeo, che persistettero fino all'inizio del XX secolo.
Gli avanzamenti nella laringoscopia diretta e nella laringoscopia sospesa, attribuiti rispettivamente a Killian e Lynch, migliorarono la valutazione e la gestione chirurgica della laringe. Nonostante sfide significative come infezioni delle ferite, anestesia e shock, pionieri come George Washington Crile, che eseguì la prima laringectomia negli Stati Uniti nel 1892, contribuirono notevolmente alla riduzione della mortalità operatoria e al progresso delle tecniche nella chirurgia del collo e nella gestione della malattia metastatica.

## Laringectomia totale
La laringectomia totale è eseguita per tumori estesi o per tumori persistenti o recidivi, e in caso di insuccesso della radioterapia. Nella laringectomia totale viene asportata l'intera laringe, inclusi l'osso ioide, l'epiglottide, la cartilagine tiroidea e due o tre anelli tracheali. La lingua, la parete faringea e la trachea sono preservate, anche se può esser necessario asportare parte della base della lingua. Si può associare anche la dissezione funzionale o radicale del collo, sullo stesso lato della lesione o bilaterale, perché le metastasi ai linfonodi sono molto frequenti.
La laringectomia totale richiede una tracheostomia permanente, perché la laringe non è più presente ed è quindi necessario separare le vie aeree e digestive. Il paziente perderà completamente la voce, ma avrà una deglutizione normale. Il paziente potrà quindi essere addestrato a parlare con voce erigmofonica, ovvero con l'ingestione di aria e la successiva emissione controllata della stessa dall'esofago. In alcuni casi sarà possibile applicare una protesi fonatoria, che vibra al passaggio dell'aria espirata dai polmoni. In caso di fallimento di tali metodiche, il paziente può adattarsi a usare un apparecchio vibrante, il laringofono.

## Laringectomia parziale

### Laringectomia parziale verticale
L'emilaringectomia classica non è attualmente più eseguita in quanto considerata oncologicamente non radicale, ovvero non in grado di guarire il paziente. Endoscopicamente può essere eseguita una microchirurgia laringea utilizzando il laser CO2.

### Laringectomia parziale orizzontale
Le laringectomie parziali sono un gruppo di interventi chirurgici indicati negli stadi non avanzati del tumore laringeo, in genere quando è coinvolta una sola corda vocale. Scopo di tali interventi è assicurare la radicalità oncologica pur consentendo ai pazienti un'elevata qualità di vita.
Viene rimossa la porzione della laringe dove origina il tumore, in genere una corda vocale, e l'aritenoide corrispondente, conservando le altre strutture e collegandole all'osso ioide (ioidopessia) in modo da mantenere intatte le vie digestive superiori. All'intervento si associa necessariamente una tracheotomia temporanea e l'alimentazione viene assicurata nel primo periodo post-operatorio da una gastrostomia endoscopica percutanea. Si associa inoltre anche una dissezione funzionale o radicale del collo omolateralmente alla lesione. Avvenuta la guarigione si chiuderà la tracheotomia e l'alimentazione riprenderà gradualmente per vie naturali.
Il paziente può lamentare difficoltà deglutitorie (disfagia), che potranno essere gestite con un adeguato percorso logopedico. Il tono della voce del paziente si modifica necessariamente, in quanto manca una corda vocale, e la vibrazione fondamentale viene assicurata dalla mucosa dell'aritenoide residua.